# لورانس ماكولاي
لورانس ماكولاي هو فلاح وسياسي كندي، ولد في 9 سبتمبر 1946 في خليج القديس بطرس ‏ في كندا. نشط حزبياً في الحزب الليبرالي الكندي.

## مناصب
- انتخب Minister of Employment, Workforce Development and Official Languages [الإنجليزية]‏ (11 يونيو 1997 – 22 نوفمبر 1998).
- انتخب وزير الزراعة والأغذية الزراعية (كندا) (4 نوفمبر 2015 – 1 مارس 2019).
- انتخب وزير شؤون المحاربين القدامى [الإنجليزية]‏ (1 مارس 2019 – ).
- انتخب Associate Minister of National Defence [الإنجليزية]‏ (1 مارس 2019 – ).
- في الانتخابات الاتحادية الكندية 2011 [الإنجليزية]‏، انتخب عضو مجلس العموم الكندي عن دائرة كارديغان [الإنجليزية]‏ وقد انضم خلال فترته النيابية [الإنجليزية]‏ (2 مايو 2011 – 18 أكتوبر 2015) للكتلة البرلمانية الحزب الليبرالي الكندي.
- في الانتخابات الاتحادية الكندية 2008 [الإنجليزية]‏، انتخب عضو مجلس العموم الكندي عن دائرة كارديغان [الإنجليزية]‏ وقد انضم خلال فترته النيابية [الإنجليزية]‏ (14 أكتوبر 2008 – 1 مايو 2011) للكتلة البرلمانية الحزب الليبرالي الكندي.
- انتخب عضو مجلس العموم الكندي عن دائرة كارديغان [الإنجليزية]‏ وقد انضم خلال فترته النيابية [الإنجليزية]‏ للكتلة البرلمانية الحزب الليبرالي الكندي.
- انتخب عضو مجلس العموم الكندي عن دائرة كارديغان [الإنجليزية]‏ وقد انضم خلال فترته النيابية [الإنجليزية]‏ للكتلة البرلمانية الحزب الليبرالي الكندي.
- انتخب عضو مجلس العموم الكندي عن دائرة كارديغان [الإنجليزية]‏ وقد انضم خلال فترته النيابية [الإنجليزية]‏ للكتلة البرلمانية الحزب الليبرالي الكندي.
- انتخب المحامي العام لكندا [الإنجليزية]‏ (23 نوفمبر 1998 – 22 أكتوبر 2002).
- انتخب عضو مجلس العموم الكندي عن دائرة كارديغان [الإنجليزية]‏ وقد انضم خلال فترته النيابية [الإنجليزية]‏ للكتلة البرلمانية الحزب الليبرالي الكندي.